# Molekulsko prepoznavanje
Molekulsko prepoznavanje je specifična interakcija između dva ili više molekula putem nekovalentnog vezivanja kao što je vodonično vezivanje, metalna koordinacija, hidrofobne sile, Van der Valsove sile, π-π interakcije, elektrostatični i/ili elektromagnetni efekti. Domaćin i gosti koji učestvuju u molekulskom prepoznavanju pokazuju molekulsku komplementarnost.

## Biološki sistemi
Molekulsko prepoznavanje ima važnu ulogu u biološkim sistemima. Ono se javlja između receptora i liganda, antigena i antitela, DNK i proteina, šećera i lektina, RNK i ribozoma, itd. Jedan važan primer molekulskog prepoznavanja je antibiotik vankomicin koji se selektivno vezuje sa peptidima sa terminalnim D-alanil-D-alaninom u bakterijskim ćelijama putem pet vodoničnih veza. Vankomicin je letalan za bakterije, jer se nakon vezivanja peptidi ne mogu koristiti za konstrukciju bacterijskog ćelijskog zida.

## Spoljašnje veze
- Molekulsko prepoznavanje